# Mozzo
Mozzo ist eine italienische Gemeinde (comune) mit 7262 Einwohnern (Stand 31. Dezember 2023) in der Provinz Bergamo, Region Lombardei.

## Geographie
Mozzo liegt fünf km westlich der Provinzhauptstadt Bergamo und 45 km nordöstlich der Metropole Mailand.
Die Nachbargemeinden sind Bergamo, Curno, Ponte San Pietro und Valbrembo.

## Sehenswürdigkeiten
Die Pfarrkirche Mozzos stammt aus dem Jahre 1476. Ursprünglich war sie San Salvatore gewidmet, doch mittlerweile ist sie San Giovanni Battista gewidmet. Von der alten Kirche, die abgerissen wurde, ist nur noch der Kirchturm übrig geblieben. 